# Makatea

Steagul insulei

Makatea, sau Mangaia-te-vai-tamae, este o insulă atol în partea de nord-vest a arhipelagului Tuamotu, parte a grupului insular Polinezia Franceză. Este situată la 75 km sud-vest de Rangiroa, cel mai mare atol din arhipelag. Atolul este înconjurat de stânci spectaculoase, iar în mijloc are un platou de 80 m deasupra nivelului mării. Are o suprafață de 24 km², cu o lungime de 7,5 km și o lățime maximă de 7 km în partea de sud. Din tot arhipelagul, doar Makatea și încă trei insule (Nukutavake, Tikei și Tepoto Nord) nu au forma unui atol tipic.
În trecutul îndepărtat, insula era numită Papa Tea, în traducere din polineziană „piatră albă”. Insula a fost descoperită în anul 1722 de către exploratorul olandez Jacob Roggeveen, care a numit-o în cinstea lui Verkwikking.
În prezent, insula este parte a comunei Rangiroa și este populată de 68 de oameni (2012). Cea mai importantă localitate este satul Moumu.
Împreună cu Nauru și Banaba, Makatea este una din cele mai mari insule cu fosfați din Oceanul Pacific; aici s-au extras fosfați în anii 1917–1964. Insula dispune de rezerve mari de guano.